# Miles Chamley-Watson
Miles Chamley-Watson (Londra, 3 dicembre 1989) è uno schermidore statunitense, campione del mondo di fioretto nel 2013.

## Palmarès
In carriera ha conseguito i seguenti risultati:
- Olimpiadi

Rio de Janeiro 2016: bronzo nel fioretto a squadre.
- Mondiali

Budapest 2013: oro nel fioretto individuale e argento nel fioretto a squadre.
Lipsia 2017: argento nel fioretto a squadre.
Wuxi 2018: argento nel fioretto a squadre.
Budapest 2019: oro nel fioretto a squadre.
- Giochi Panamericani:

Guadalajara 2011: oro nel fioretto a squadre.
Toronto 2015: oro nel fioretto a squadre.